# Steinkiste von Skogsbo

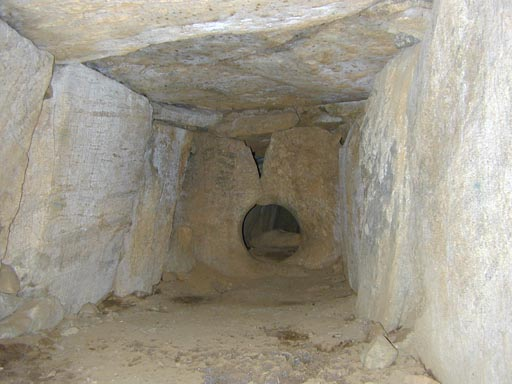
Steinkiste von Skogsbo

Die Steinkiste von Skogsbo (auch Norra-Säm oder Skosgås genannt; schwed. Skogsbo hällkista) liegt südlich von Herrljunga, zwischen Eriksberg und Norra Säm in Västergötland in Schweden. Sie wurde 1910 von dem Bauern Johan Andersson entdeckt, der einen 15 × 10 Meter messenden Steinhaufen wegräumen wollte. Die Steinkiste wurde 1913 von Sune Lindqvist (1887–1976) untersucht.

## Beschreibung
Skogsbo ist eine von wenigen halbwegs intakten Steinkisten aus der späten schwedischen Jungsteinzeit (2300–1800 v. Chr.), während der die großen Steinkisten entstanden. Die dreiteilige Steinkiste ist innen 9,3 m lang und 1,6 m breit und wird von einem ovalen Hügel komplett bedeckt. Sie besteht aus einem stärker gestörten, vermutlich antenartigen Vorbereich, einer Vor- und einer Hauptkammer. Erhalten sind etwa 20 seitliche Tragsteine, zwölf teils gespaltene oder verlagerte Deckensteine, vier Zonen-Trennsteine und ein Endstein.

## Seelenloch
Der Zugang zur Hauptkammer wird durch ein Seelenloch (schwed. Gavelhål dt. Giebelloch) von 35 cm Durchmesser gebildet, das aus halbkreisförmigen Aussparungen in den beiden Trennplatten besteht. Seelenlöcher treten nur im mittleren Westschweden und der Vänern-Region auf und sind auch in den Steinkisten von Herrljunga, Landa und Remmene anzutreffen.

## Funde
Während der Ausgrabung wurden 99 verschiedene Elemente gefunden. Neben den Knochen der Toten fanden sich Grabbeigaben, einige Schieferanhänger, Pfeilspitzen, 19 für die Dolchzeit typische Feuersteindolche, drei Tongefäße und ein kleines Armband aus Bronze und eine Bronze-Spirale.
Etwa 2 km westlich liegt Norra Säms kyrkoruin.